# Павкин, Иван Михайлович
Иван Михайлович Павкин (1 марта 1920, Дуброво, Тверская губерния — 10 ноября 1981, Борисполь, Киевская область) — полковник Советской Армии, участник Великой Отечественной войны, Герой Советского Союза (1948).

## Биография
Иван Павкин родился 1 марта 1920 года в деревне Дуброво (ныне — в Вышневолоцком городском округе Тверской области). После окончания семи классов школы работал продавцом в универмаге в Вышнем Волочке. Параллельно с работой учился в аэроклубе. В 1938 году Павкин был призван на службу в Рабоче-крестьянскую Красную Армию. В 1939 году он окончил Одесскую военную авиационную школу пилотов. С начала Великой Отечественной войны — на её фронтах.
К концу войны гвардии майор Иван Павкин командовал эскадрильей 15-го гвардейского бомбардировочного авиаполка 14-й гвардейской бомбардировочной авиадивизии 4-го гвардейского бомбардировочного авиакорпуса 18-й воздушной армии. К тому времени он совершил 296 боевых вылетов на бомбардировку скоплений боевой техники и живой силы противника, его важных объектов в глубоком тылу, нанеся ему большие потери.
Указом Президиума Верховного Совета СССР от 23 февраля 1948 года за «образцовое выполнение боевых заданий командования на фронте борьбы с немецкими захватчиками и проявленные при этом отвагу и геройство» гвардии майор Иван Павкин был удостоен высокого звания Героя Советского Союза с вручением ордена Ленина и медали «Золотая Звезда» за номером 8311.
После окончания войны Павкин продолжил службу в Советской Армии. В 1950 году он окончил Высшую офицерскую лётно-тактическую школу. В 1958 году в звании полковника Павкин был уволен в запас. Проживал и работал сначала в Умани, затем в Борисполе. Умер 10 ноября 1981 года.
Был награждён тремя орденами Ленина, тремя орденами Красного Знамени, орденами Отечественной войны 1-й степени и Красной Звезды, рядом медалей. Воспитал трёх сыновей — двух лётчиков и геолога.